# Сплюшка кенійська
Сплюшка кенійська (Otus ireneae) — вид совоподібних птахів родини совових (Strigidae). Мешкає в Кенії і Танзанії.

## Опис

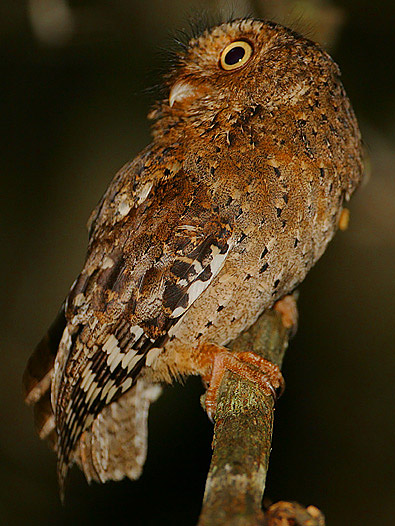
Кенійська сплюшка

Довжина птаха становить 15-18 см, вага 45-55 г. Забарвлення існує в сірувато-коричневій, бурій і рудувато-коричневій морфах. Представники рудуватої морфи мають рівномірне забарвлення, за винятком білих плям на плечах, у представників сірої і бурої морф нижня частина тіла сірувато-коричнева, поцяткована білими плямами з чорними краями і чорними смужками. Пір'яні "вуха" на голові слабо виражені, плямисті. Очі жовті, дзьоб світло-зеленувато-жовтий. Голос — м'яке угукання «ту-ту-ту», яке повторюється до 10 і більше разів протягом хвилини, і яке нагадує крик барбіона.

## Поширення і екологія
Кенійські сплюшки були вперше відкриті у 1966 році в Національному парку Арабуко-Сококе на узбережжі Кенії. Пізніше були відкриті також дві ізольовані популяції в заповіднику Дакатча в Кенії та в заповідниках Манго і Квамгумі, розташованих в Танзанії, на схід від гір Усамбара. Вони живуть у вологих рівнинних тропічних лісах, в яких переважають Cynometra і Manilkara, також в лісах Afzelia і Brachylaena. Зустрічаються на висоті до 400 м над рівнем моря. Ведуть нічний спосіб життя, живляться жуками та іншими комахами.

## Збереження
МСОП класифікує цей вид як такий, що перебуває під загрозою зникнення. За оцінками дослідників, популяція кенійських сплюшок становить від 3500 до 15000 птахів. Їм загрожує знищення природного середовища.